# ابو احمد العوانی
ولید جاسم العوانی که بیشتر با نام مستعارش ابو احمد العوانی شناخته می‌شود، از فرماندهان برجسته داعش و از اعضای شورای نظامی آن است.
در برهه‌ای که وی افسر ارتش عراق در زمان صدام حسین بود، روزنامه سان مدعی شد که وی توسط حملات هوایی نیروی ائتلاف کشته شده‌است. این ادعا نه توسط دولت آمریکا و نه توسط نیروهای داعش تأیید نشد؛ تا این‌که در سال ۲۰۱۵ رویترز و واشینگتن پست خبر زنده بودن وی را مخابره کردند.